# Birgit Minichmayr (Liedermacherin)

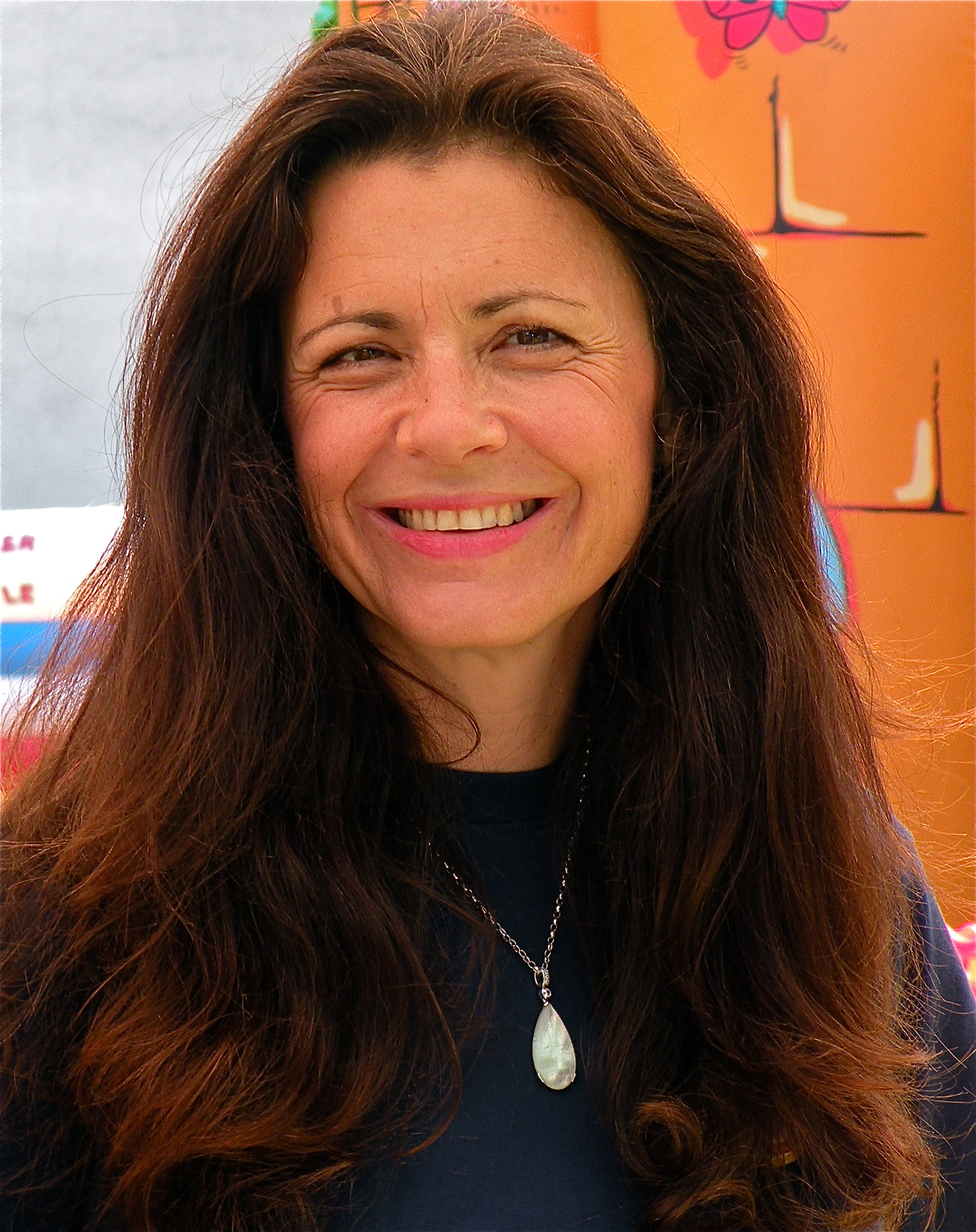
Birgit Minichmayr, Komponistin aus Altmünster

Birgit Minichmayr (* 7. Februar 1969 in Linz) ist eine österreichische Liedermacherin neuer geistlicher Lieder (NGL).

## Leben
Birgit Minichmayr studierte römisch-katholische Theologie in Linz und Anglistik und Amerikanistik in Salzburg. Seit 1994 ist sie mit Hannes Minichmayr verheiratet, sie haben drei Kinder. Gemeinsam gründeten sie 1993 den „Kindersingkreis der Pfarre Altmünster am Traunsee“ im oberösterreichischen Salzkammergut, aus dem der Verein KISI – God’s singing kids entstand.

## Werke

### Hits for Kids (Lieder-CDs)
- Wir sind Gottes Familie Kunterbunt. 2000
- Lieder zum Denken und Schenken. 2001
- Ich bin nie mehr allein. 2003
- Weihnachten mit Pauli. 2003
- Unser guter Vater. 2003
- Ehrlich begeistert. 2004
- Weihnachten ist die schönste Zeit. 2004
- No longer alone. 2005
- Danke lieber Gott. 2006
- Wunder dieser Nacht. 2007
- Ich habe 1000 Ideen. 2008
- Nooit meer alleen. Niederländische Lieder-CD. 2009
- Wir sind Gottes Familie Kunterbunt – Lieder zum Denken und Schenken. Neuauflage. 2010
- Stark und leise. Kids feiern Jesus. 2011
- Blessings. Niederländische Lieder-CD. 2012
- Gott sagt JA zu mir. Lieder, die ermutigen. 2013
- Hier ben ik, Heer. Niederländische Lieder-CD. 2015
- Gott freut sich über dich. Lieder für Kinder ab 2 Jahren. 2016
- Hé Hallo! God houdt van je! Niederländische Lieder-CD für Kinder ab 2 Jahren. 2016
- Von Herzen. 2017
- Gut gemacht. 2017 (Single)
- 1000 ideeën. Niederländische Lieder-CD. 2017
- Voll dabei. 2019

### Musicals
- Lilli und das unglaubliche Comeback. 1999
- Eine himmlische Aufregung. 1999 (deutsche Übersetzung von Hark the Herald Angel, Kindermusical von Ron E. Long und Joanne Barrett)
- Suad findet Freunde. 2000
- Lilli und der kugelrunde Freund. 2001
- Pauli und der Räuber Stinkefuß. Mini-Musical. 2003
- Pauli darf den neuen König sehen. Mini-Musical. 2004
- Der barmherzige Vater. 2004
- Anna findet Freunde. 2005
- Die Prophetin Hanna – Das lang ersehnte Geschenk. 2006
- Future Stars, Premiere am 30. Oktober 2006 im Stadttheater Gmunden
- Von Gott berufen – Paulus – Botschafter Jesu. 2009
- De hemel op stelten. 2010 (niederländische Übersetzung von Hark the Herald Angel, Kindermusical von Ron E. Long und Joanne Barrett)
- Sternstunde in Betlehem. 2011
- De barmhartige Vader. 2012 (niederländische Übersetzung von Der Barmherzige Vater)
- Door God geroepen – Paulus – Boodschapper van Jezus. 2013 (niederländische Übersetzung von Von Gott berufen – Paulus – Botschafter Jesu)
- Sterrennacht in Betlehem. 2014 (niederländische Übersetzung von Sternstunde in Betlehem)
- Lilli en de ongelofelijke comeback. 2015 (niederländische Übersetzung von Lilli und das unglaubliche Comeback)
- Ich gehe jetzt fischen. Mini-Musical. 2016
- Ruth – Das Familienmusical. Premiere am 1. April 2017 in Neumarkt am Wallersee.
- Tabea. Premiere am 15. August 2020 in Altmünster am Traunsee.
- Betlehem – Eine neue Zeit bricht an. Premiere am 6. November 2021 in Gmunden.
- Pauline – Mut verändert die Welt. Premiere am 15. April 2023 in Vöcklabruck.
- Lasset die Kinder zu mir kommen. Mini-Musical.
- Die Hirtenkinder. Mini-Musical.
- Das Geschenk. Mini-Musical.

### Puppentheater
- Pauli und der Räuber Stinkefuß, Mini-Musical & Puppentheater (2003)
- Pauli darf den neuen König sehen, Mini-Musical & Puppentheater (2004)
- Pauli darf ein Segen sein, Puppentheater (2013)
- Pauli will Schokolade, Puppentheater

### Bücher
- Hallo du – Gott liebt dich so. cap!-music, Altensteig 2005, ISBN 3-938324-20-1.
- Alle mögen Pauli. 20 Schäfchengeschichten für Kinder ab 3 Jahren. cap-music, Haiterbach 2011, ISBN 978-3-86773-132-4.
- Pauli macht Urlaub. 21 Schäfchengeschichten für Kinder ab 3 Jahren. cap-music, Haiterbach-Beihingen 2012, ISBN 978-3-86773-146-1.
- Weihnachten mit Pauli. 20 Schäfchengeschichten für Kinder ab 3 Jahren. cap-books, Haiterbach-Beihingen 2012, ISBN 978-3-86773-163-8.
- Pauli und Mariechen bekommen ein Geschwisterchen. 21 Schäfchengeschichten für Kinder von 3-8 Jahren. cap-books, Haiterbach-Beihingen 2015, ISBN 978-3-86773-210-9.
- Iedereen vindt Pauli lief. 2015 (niederländische Übersetzung von Alle mögen Pauli)
- Hé hallo! God houdt van je! Betsaida, 's-Hertogenbosch 2016, ISBN 978-94-91502-10-1 (niederländische Übersetzung von Hallo du – Gott liebt dich so)
- Pauli geht in den Kindergarten. 20 Schäfchengeschichten für Kinder ab 3 Jahren. cap-books, Haiterbach-Beihingen 2018 ISBN 978-3-86773-294-9.
- Die unsichtbare Krone. Eine Geschichte für Kinder ab 4 Jahren. cap-books, Haiterbach-Beihingen 2018 ISBN 978-3-86773-314-4.

### Hörbücher
- Weihnachten mit Pauli. 2013
- Alle mögen Pauli. 20 Schäfchengeschichten für Kinder ab 3 Jahren. 2014
- Pauli macht Urlaub. 21 Schäfchengeschichten für Kinder ab 3 Jahren. 2014
- Pauli und Mariechen bekommen ein Geschwisterchen. 21 Schäfchengeschichten für Kinder von 3-8 Jahren. 2015
- Pauli geht in den Kindergarten. 2018
- Neue Abenteuer mit Pauli. 2020
- Neue Abenteuer mit Pauli 2. So cool – mit und ohne Sonnenbrille 2021

### DVDs
- Sternstunde in Betlehem. 2014
- Von Gott berufen – Paulus – Botschafter Jesu. 2015
- Future Stars. 2016.
- Der barmherzige Vater. 2016
- Ich gehe jetzt fischen. 2017
- Ruth – Das Familienmusical. 2018
- Betlehem – Eine neue Zeit bricht an. 2021
- Pauline – Mut verändert die Welt. 2023

### Blog
- 1000-Ideen Blog. Kreative Tipps für fröhliches Christsein mit Kindern: https://1000ideen.kisi.org/